# Werkgruppe Scharnhorst
Die Werkgruppe „Scharnhorst“ ist eine der 13 Werkgruppen der Festungsfront Oder-Warthe-Bogen.

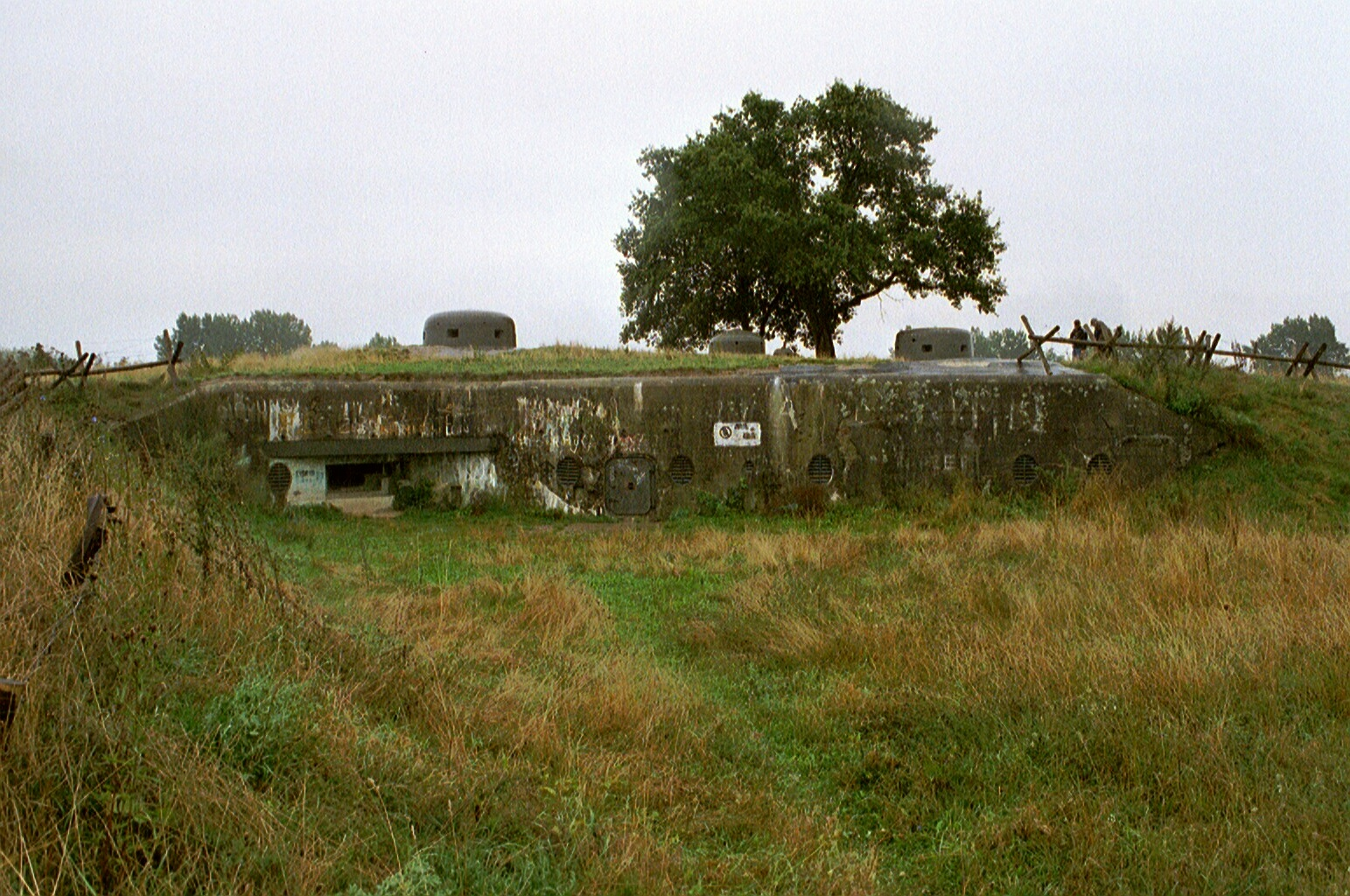
Das Panzerwerk 717

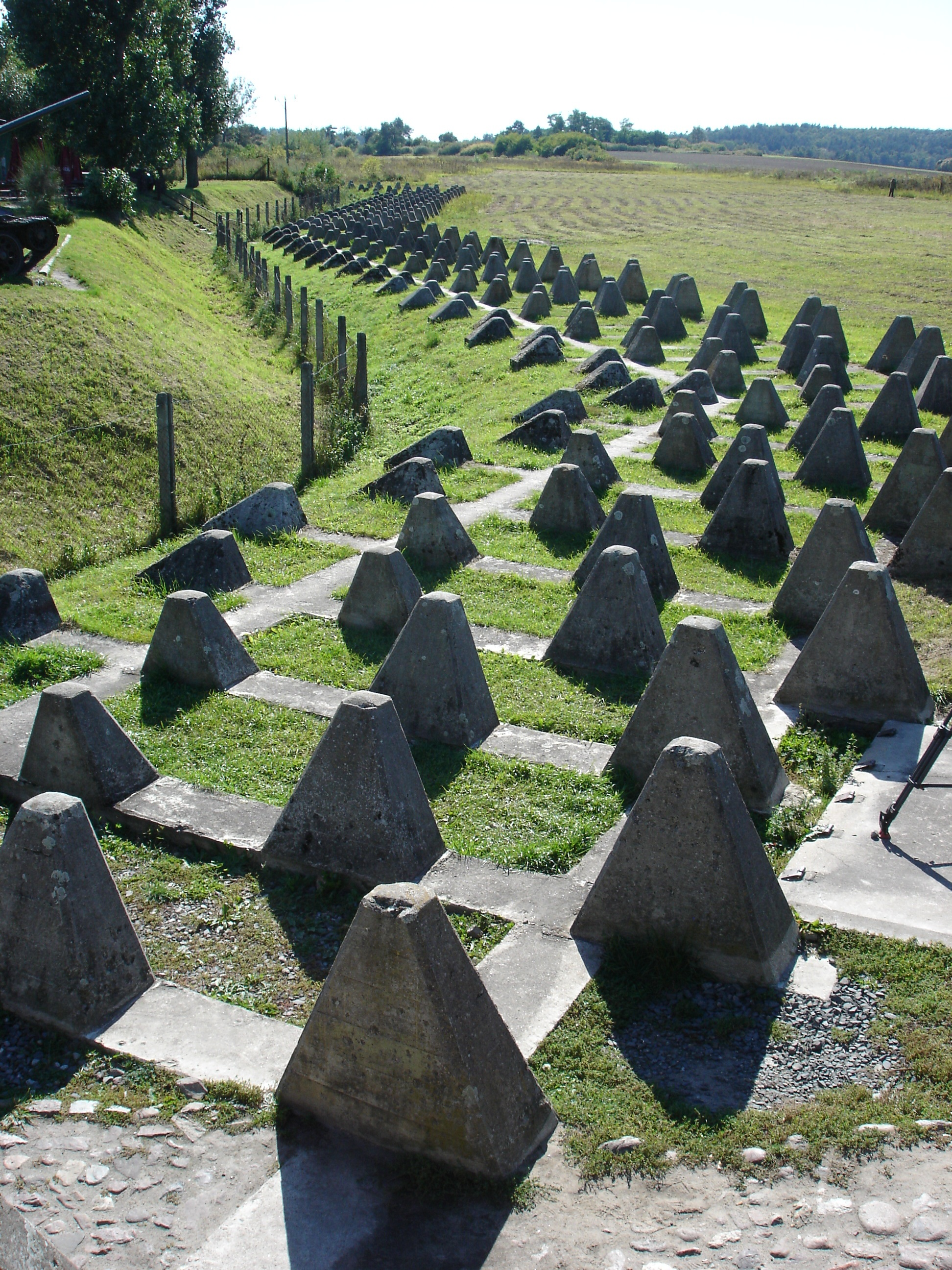
Höckerlinie mit Panzergraben am Panzerwerk 717

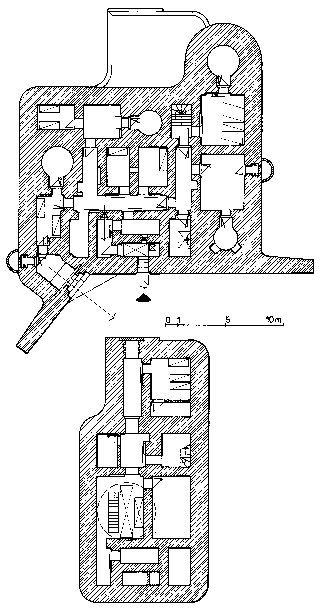
Grundrisszeichnungen des Panzerwerks 717, Ober- und Untergeschoss

## Beschreibung
Die Werkgruppe Scharnhorst befindet sich im Zentrum des Zentralabschnittes der Festungsfront Oder-Warthe-Bogen zwei Kilometer westlich der Ortschaft Kalawa (Polen) und ist eine bekannte Werkgruppe der Verteidigungsanlage, da hier offizielle Führungen durch das Bunker- und Tunnelsystem der Festungsfront Oder-Warthe-Bogen angeboten werden und der Erhaltungszustand der Anlagen exzellent ist.
Die Werkgruppe besteht aus den Panzerwerken 716a, 716 und 717.
Ursprünglich vorgesehen war hier der Bau der B-Panzerwerke (1,50 m Wandstärke) 716, 717, 718, eines A1-Schweigewerkes (2,50 m Wandstärke) A-5 und der Panzerbatterie 5 in Ausbaustärke A (3,50 m Wandstärke). Tatsächlich entstanden jedoch nur die beiden Panzerwerke 716 und 717. Zusätzlich wurde das Panzerwerk 716a gebaut, welches in den ursprünglichen Planungen nicht enthalten war. Der Bau der geplanten Panzerbatterie 5 wurde begonnen, jedoch nicht vollendet. Im Zuge der Wiederherstellung der Verteidigungsfähigkeit der Anlagen der Festungsfront Oder-Warthe-Bogen wurden im Jahre 1944 im Bereich der Werkgruppe Scharnhorst Ringstände vom Typ 58c errichtet.
Direkt vor den Panzerwerken liegt eine Höckerlinie mit Panzergraben.

## Werke

### Panzerwerk 717
- Zustand: völlig intakt
- Stockwerke: 2
- Hohlgangsanschluss: ja
- Panzerbauteile: 2 × Sechsschartenturm für zwei Maschinengewehre (20 P7), 1 × Panzerturm für Infanteriebeobachtung (438 P01), 1 × Panzerturm für Maschinengranatwerfer M19 (424 P01), 1 × Stahlring für Festungsflammenwerfer (420 P9), 1 × Stahlschartenplatte für Maschinengewehr (7 P7)

### Panzerwerk 716
- Zustand: teilweise gesprengt
- Stockwerke: 2
- Hohlgangsanschluss: ja
- Panzerbauteile: 1 × Sechsschartenturm für zwei Maschinengewehre (20 P7), 1 × Panzerturm für Infanteriebeobachtung (438 P01), 1× Panzerturm für Maschinengranatwerfer M19 (424 P01), 1 × Stahlring für Festungsflammenwerfer (420 P9)

### Panzerwerk 716a
- Zustand: teilweise gesprengt
- Stockwerke: 2
- Hohlgangsanschluss: ja
- Panzerteile: 1 × Sechsschartenturm für zwei Maschinengewehre (20 P7), 1 × Stahlschartenplatte für Maschinengewehr (7 P7)